# Greg Richardson
Greg Richardson est un boxeur américain né le 7 février 1958 à Youngstown, Ohio.

## Carrière
Champion d'Amérique du Nord des poids coqs NABF en 1984, il s'empare du titre national des poids super-coqs l'année suivante puis perd par KO au 5e round contre Jeff Fenech, champion du monde WBC, le 10 juillet 1987. Redescendu en poids coqs, il remporte le titre américain en 1990 et le titre mondial WBC le 25 février 1991 aux dépens du mexicain Raúl Pérez. Richardson conserve son titre face à Victor Rabanales puis est battu le 19 septembre 1991 par Joichiro Tatsuyoshi sur abandon à l'issue de la 10e reprise. Il mettra un terme à sa carrière en 1996 sur un bilan de 31 victoires, 8 défaites et 1 match nul.